# 진영장등중학교
진영장등중학교(進永長嶝中學校)는 대한민국 경상남도 김해시 진영읍 진영리에 있는 공립 중학교이다.

## 학교 연혁
- 1947년 6월 21일 : 학교법인 3.1학원 인가
- 1966년 3월 15일 : 한얼여자중학교 설립 인가(3학급)
- 1975년 8월 1일 : 진영여자중학교로 교명 변경
- 1981년 3월 1일 : 설립자 변경(공립으로 전환)
- 2021년 3월 1일 : 진영장등중학교로 신설 대체 이전 개교
- 2022년 9월 1일 : 제19대 이영애 교장 부임
- 2023년 1월 5일 : 제55회 졸업식 (졸업생 125명, 총 9,565명)
- 2023년 3월 2일 : 제58회 입학식 (입학생 181명)

## 참고 자료
- 진영장등중학교 - 한국교육학술정보원 학교알리미